# Platyhypnidium torrenticola
Platyhypnidium torrenticola är en bladmossart som beskrevs av Ryszard Ochyra och Bednarek-ochyra 1999. Platyhypnidium torrenticola ingår i släktet Platyhypnidium och familjen Brachytheciaceae. Inga underarter finns listade i Catalogue of Life.